# Маяк (фильм, 2006)
«Маяк» — художественный фильм, снятый кинокомпанией «Андреевский флаг» в 2006 году и вышедший на широкий экран в мае 2007 года.

## Сюжет
Фильм снят о войне на Кавказе. По сюжету девушка Лена из Москвы едет в небольшой кавказский городок, где она родилась. Там начались военные действия, поэтому она хочет увезти своих бабушку и дедушку из этого опасного места. Но, приехав в родные края, она понимает, что возможности вернуться в Москву у неё нет, к тому же бабушка с дедушкой отказываются покидать свой дом.
Поезда не ездят, путь домой отрезан, но жизнь продолжается. Лене приходится научиться жить в условиях войны. Ведь множество мирных людей, её соседей и друзей, несмотря на звуки выстрелов, скрываются в своих домах, пытаясь убедить себя, что всё в порядке. Они продолжают шутить и смеяться в условиях, которые к этому вовсе не располагают.
Со временем Лена понимает, что именно здесь находится её настоящий дом, и что здесь она должна остаться. Ведь убежать — ещё не значит спастись. Последние кадры фильма убеждают зрителя в том, что жизнь не заканчивается в любом случае, она идёт своим чередом, и символический детский смех на фоне солнечных лучей в очередной раз вселяет робкую надежду на то, что всё будет хорошо.

## Жанр
Жанр данной картины — драма. Фильм снят о войне, но в нём нет сцен кровавых сражений, эта кинолента рассказывает о жизни простых людей, которые волею судьбы вынуждены пережить войну в своих домах. О человеческих отношениях и разбитых судьбах. Это тяжёлая интеллектуальная картина, в очередной раз заставляющая задуматься над смыслом жизни.

## В ролях
| Актёр                  | Роль    |
| ---------------------- | ------- |
| Анна Капалева          | Лена    |
| Сос Саркисян           | дедушка |
| Ольга Яковлева         | бабушка |
| Софико Чиаурели        | соседка |
| Михаил Богдасаров      | Леван   |
| Альбина Матвеева       |         |
| Анастасия Гребенникова | Изольда |

## Награды
2006 — Приз союза армянских кинематографистов (Ереванский кинофестиваль «Золотой Абрикос 2006»)

## Интересные факты
- Режиссёр фильма Мария Саакян — молодая выпускница экспериментальной мастерской ВГИКа, привнесла в картину собственные переживания. Она не стала искать правых и виноватых, для неё главный враг — это в первую очередь война.

- Сценарий к фильму написал молодой кинодраматург Гиви Шавгулидзе. Он в своей работе отразил реалии военных конфликтов, которые постоянно происходят на грузинской земле. Место действия специально не уточняется, чтобы воплотить некий собирательный образ межэтнических противостояний.

- Основной смысл картины отражён в живописных кадрах, показывающих разрушительное влияние войны и красоту природы Кавказа. Страх смерти и красота жизни в этом фильме неожиданно переплетаются, поражая воображение зрителя. Сам фильм снимали в Армении, а кадры с беженцами были сняты в Грузии.
- Роль соседки стала последней для актрисы Софико Чиаурели.